# اندیس دره معدنی
دره معد نی یک اندیس فلزی است که در حوالی شهر ده بید استان فارس قرار دارد و مادهٔ معدنی موجود در آن، سرب است.سنگ میزبان این اندیس آهک است  